# Reddis
Reddis va ser una marca catalana de motocicletes fabricades a Reus, Camp de Tarragona, per l'empresa Gamoto S.A. entre 1952 i 1973. L'empresa, situada al número 4 del carrer Verdaguer de Reus, va produir un total de 499 motocicletes al llarg de la seva existència.

## Història
La iniciativa que origina la marca de motocicletes Reddis va partir de Josep Sentís Armengol, nascut cap a 1928 al si d'una família propietària del «Garatge Armengol», taller d'automòbils situat al número 14 del carrer del Roser de Reus. L'any 1945, amb 17 anys, Sentís va tenir la idea de construir una moto, feina en la qual el va ajudar un viatjant que va conèixer al seu garatge. El motor, un DKW RT 125, l'hi van comprar a l'amo de la fàbrica de pells Ferrer, al passeig de Misericòrdia. Era un motor que Ferrer havia portat d'Alemanya per produir electricitat per a la fàbrica, i ja havia caigut en desús. Per al xassís, Sentís es va inspirar en la foto d'un escúter italià i l'hi va fer el planxista del garatge a estones lliures.
El 1950, Juli Armengol Iglésias, oncle de Sentís, coneixedor dels treballs amb la moto, es va engrescar també en la seva fabricació. En una sala que van preparar al garatge, Armengol i els seus nebots Josep i Jordi Sentís van estar-se més de dos anys creant i provant un nou motor basat en el DKW. Quan el van tenir acabat el prototip de motor van decidir fabricar un xassís, aprofitant una forquilla que havia comprat Armengol a Barcelona.

### 1952, Gamoto S.A.

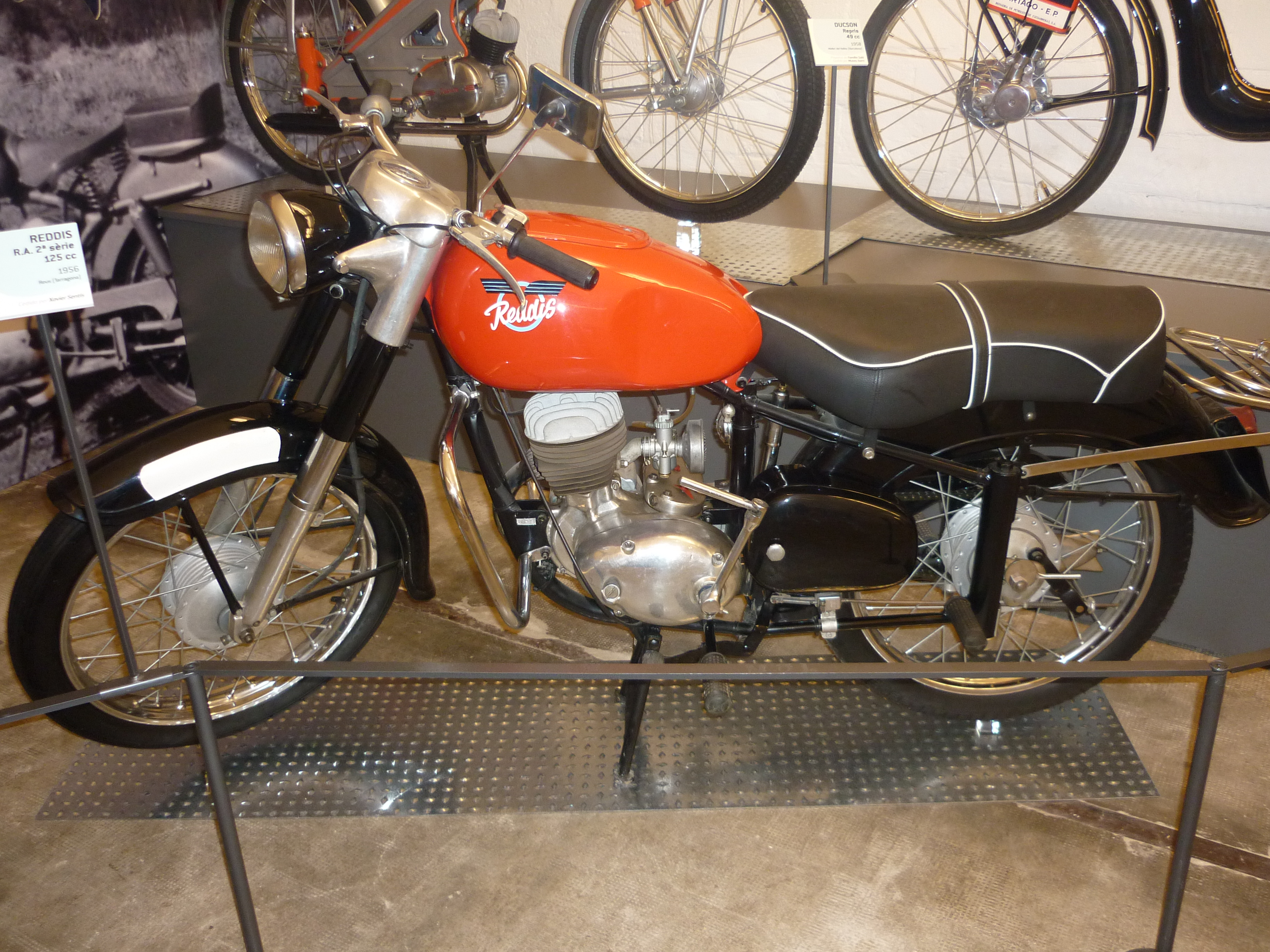
Reddis R.A. 2a Sèrie 125cc de 1956

El 1952 ja tenien la primera moto acabada i en aquell moment van veure que podien fabricar-la en sèrie, però necessitaven diners i van contactar amb Ramon Grifoll Payarols, empresari i enginyer, amo d'una foneria de ferro a Alcover (Alt Camp) i fabricant d'estufes i cuines econòmiques. Juli Armengol i Ramon Grifoll es van associar per a formar l'empresa anomenada «GAMOTO S.A.» (d'on GA són les inicials de Grifoll i Armengol). La fàbrica es va instal·lar al carrer de Verdaguer número 4 de Reus, on van iniciar la producció amb set treballadors. Per començar, van fabricar les primeres motos de proves per a participar en algunes curses de regularitat.
L'any 1955 es va iniciar la fabricació de motos en sèrie per a comercialitzar-les. El primer model es va anomenar RA 125 1a sèrie i es caracteritzava per ser monoplaça, com les primeres motos de prova que havien fet. Durant aquells primers anys es va crear també el primer logotip de la marca, dissenyat per Juli Armengol. Es basava en una circumferència amb una ala (línies cinètiques) que encercla el nom de Reddis, el nom de la ciutat de Reus en els documents medievals.
L'any 1957 van decidir renovar la moto, ja que la competència estava traient al mercat productes amb millors prestacions, anomenant el nou model Reddis RA 125 2a sèrie. La Guàrdia Urbana (policia local) de Reus, en veure l'èxit i les boines prestacions de les noves motos, en va adquirir quatre unitat el 1958, cosa que va donar a l'empresa ressonància comarcal.
Un nou model de l'any 1960 va donar a l'empresa més prestigi. La producció però es feia en petites sèries i per encàrrec, i els tres models van tenir una certa divulgació. Se'n van vendre unes 500 unitats. A la fi dels anys cinquanta  l'empresa Gamoto va fabricar també motocultors amb motors Hispano Villiers (substituïts més endavant per motors Reddis 150 cc), a banda de dos microcotxes i dues furgonetes sota comanda. El motor del cotxe, dissenyat per la mateixa Reddis, era de 250 cc amb cilindre d'alumini encamisat.

### 1969, Indústries Grifoll
El 1966 es va jubilar Juli Armengol, quedant com a gerent Jordi Sentís. L'any 1969 l'empresa va passar a dir-se Industrias Grifoll. La fabricació de motos es va traslladar a la carretera d'Alcolea, on Ramon Grifoll es dedicava també a fabricar gàbies per a animals de granja, ja que en aquella època n'hi havia molta demanda. Els encàrrecs de les motos anava minvant inexorablement d'ençà de l'aparició del Seat 600 a començaments de la dècada de 1960 (només es van matricular sis vehicles Reddis el 1964, i dos el 1965), fins que el 1975 es va tancar definitivament la fàbrica, degut a la crisi del sector i a una sèrie de desacords entre els propietaris, i es va dissoldre la societat.